# Sterculia apeibophylla
Sterculia apeibophylla là một loài thực vật có hoa trong họ Cẩm quỳ. Loài này được Ducke miêu tả khoa học đầu tiên năm 1945.